# Zuzka Light
Zuzana „Zuzka“ Light, rodné příjmení Majorová (* 29. dubna 1982, Praha), je českoamerická fitness trenérka, pornoherečka, softpornoherečka, modelka, youtuberka, herečka, podnikatelka a spisovatelka. Pochází z Česka, nyní žije v Los Angeles v Kalifornii.

## Život
Zuzana Light je jednou z nejpopulárnějších online fitness trenérek na YouTube, celosvětově mají její videa na Youtube více než půl miliardy zhlédnutí. Předtím, než spustila svůj nynější YouTube channel (ZuzkaLight), založila spolu se svým bývalým manželem Frederickem Lightem webovou stránku a YouTube channel BodyRock.tv. Pár se rozešel v roce 2011, rozvedli se v roce 2013.
Zuzka nemá dokončené středoškolské vzdělání. Před přestěhováním do Severní Ameriky Zuzana Light pracovala jako modelka pornoherečka a softpornoherečka s pseudonymem "Susana Spears". O této zkušenosti v rozhovorech, řekla: "Byla to neuvěřitelně ponižující situace," a "Cítím se velmi šťastná, že jsem přežila tuto zkušenost" a "pracovat ve fitness mi pomohlo uzdravit se emocionálně a moje vnímání sama sebe a svojí sebedůvěry."
Light se objevila v celostátních TV reklamách pro společnosti jako jsou Airbus, Stroda, Gambrinus, a Raiffeissen Bank. Přispěla do několika magazínů o fitness jako jsou Shape Magazine, BodyBuilding.com a mnoho dalších magazínů. V prosinci 2015 bylo oznámeno vydání její knihy.

### Knihy
- 15 Minutes to Fit: The Simple 30-Day Guide To Total Fitness, 15 Minutes At A Time (prosinec 2015), Penguin Random House, ISBN 9781583335826

### Články
- Seznam článků Zuzky Light na BodyBuilding.com [online]. [cit. 2015-10-03].

## Filmografie
- 2002: Feuer, Eis & Dosenbier
- 2003: Bound Cargo
- 2003: Chained Fury: Lesbian Slave Desires
- 2004: Girls Hunting Girls
- 2006: Actiongirls.com Volume 2
- 2007: On Consignment
- 2008: Horrorbabe.com: Volume 1